# Guido Torelli
Vous lisez un « bon article » labellisé en 2014.
Pour les articles homonymes, voir Torelli.
Guido Torelli, né vers 1380 à Mantoue et mort à Milan le 8 juillet 1449, est un condottiere. Grâce à ses campagnes militaires et sa diplomatie, il devient le premier comte de Guastalla et de Montechiarugolo.
Guido Torelli est issu d'une famille de condottieres au service des Gonzague de Mantoue. Opportuniste, il soutient les seigneurs les plus puissants de l'époque, à savoir les Visconti, afin d'obtenir leurs faveurs. Il meurt à 69 ans, cette longévité est remarquable étant donné le nombre de batailles auxquelles il a participé. Il est de tous les conflits qui se déroulent en Italie du Nord et participe même, avec le titre d'amiral, à la libération de Naples de la domination aragonaise en 1424. Résultats de ses engagements incessants, Guido Torelli obtient de nombreuses faveurs, terres, titres, citoyennetés. Il fonde ainsi la riche et noble maison Torelli qui règne sur Guastalla et Montechiarugolo jusqu'au XVIIe siècle.

## Contexte
Alors qu'une grande partie de l'Europe se compose de grandes monarchies comme en France, en Angleterre, en Espagne, au Portugal, la péninsule italienne est très morcelée et divisée en deux clans : les Guelfes et les Gibelins qui sont alliés respectivement avec les États pontificaux et la maison de Hohenstaufen et donc le Saint-Empire romain germanique. La fin du XIVe siècle et le début du XVe siècle marque le passage en Italie de la gouvernance des communes vers celles des seigneuries. Le titre de podestat, charge temporaire, passe aux mains de représentants de grandes familles nobles. Il en est ainsi des Visconti à Milan, des Este à Ferrare, des Scala à Vérone. Les titres et les pouvoirs sont renouvelés puis attribués à vie avant de devenir héréditaires, donnant naissance à des dynasties. Les seigneurs prennent la direction de plusieurs villes ce qui leur permet de créer de véritables États. C'est dans ce contexte que Guido Torelli se lance à la conquête d'un fief.

## Biographie
Guido Torelli est né vers 1380 (sa date de naissance est incertaine) et il est le fils de Marsilio Torelli et d'Elena, descendante des comtes d'Arco,. Dès son plus jeune âge, comme il est d'usage à cette époque, il est formé au métier des armes où il excelle avant de faire la démonstration d'un fort potentiel de conviction. Ses qualités vont s'affiner avec le temps.
Guido appartient à une famille de forte tradition militaire qui se distingue à Mantoue, servant la famille Gonzague,. Cependant son père, fervent gibelin, l'introduit à la cour des Visconti.

### Engagement auprès des Visconti

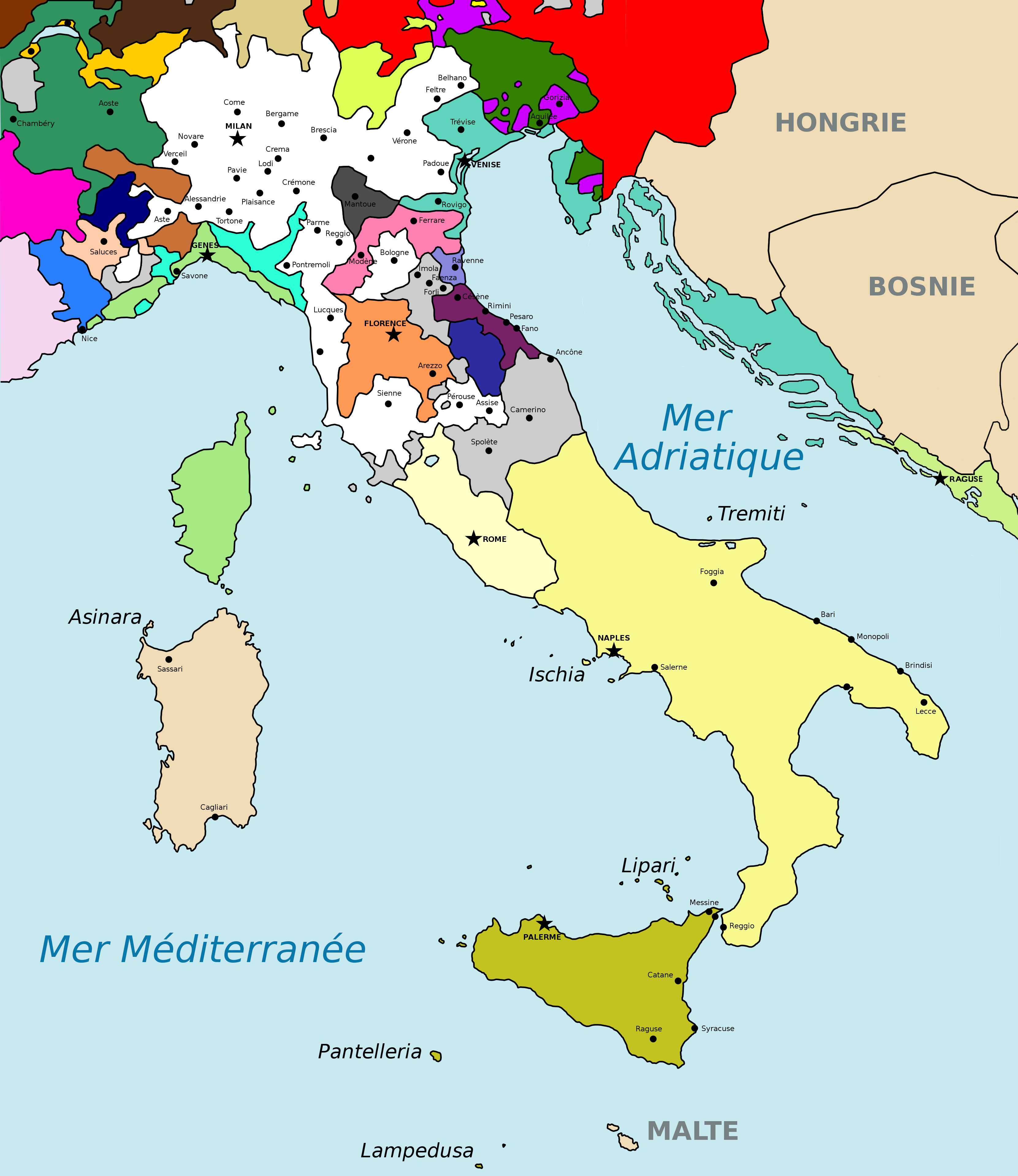
Carte de la péninsule italique en 1402.
Archiduché d'Autriche
Comté de Goritz
Comté de Nice
Comté de Provence
Comté de Savoie
Comté d'Urbino
Duché de Milan
États pontificaux
Marquisat de Montferrat
Marquisat de Saluces
Patriarcat d'Aquilée
Principauté épiscopale de Coire
Principauté épiscopale de Sion
Principauté épiscopale de Trente
République de Florence
République de Gênes
République de Venise
Royaume de France
Royaume de Naples
Royaume de Sicile
Seigneurie de Ferrare
Seigneurie de Lunigiana
Seigneurie de Mantoue
Seigneurie de Ravenne
Seigneurie de Rimini
Autres États

À la suite de la mort du duc de Milan, Jean Galéas Visconti, en 1402, de nombreux seigneurs de la région de Parme se révoltent contre toute domination centralisée. Un ballet d'alliances, parfois très éphémères, associe les Sanvitale, Rossi, Da Correggio, Terzi et Pallavicino. Guido, faisant preuve d'une grande habileté diplomatique et prévoyant l'issue de cette crise, s'allie aux Visconti. Il se place sous les ordres d'Ottobon Terzi, condottiere viscontien qui, par reconnaissance, le nomme, en 1405, maréchal (maniscalco) ce qui l'autorise à commander une petite armée.
Il reçoit des terres d'Ottobon à proximité du château de Montechiarugolo mais ne peut empêcher le saccage de Basilicagoiano et d'une grande partie du territoire de Montechiarugolo par les Rossi. La forteresse de Montechiarugolo est conquise en janvier 1404 avant d'être reprise par Ottobon en raison de son caractère stratégique, à la frontière avec l'état voisin des Este.
En mars 1404, l'apport de Guido à la conquête de Parme par Ottobon associé à Pietro Rossi est déterminante. Jean Marie Visconti, débiteur d'Ottobon, le fait seigneur de Parme. Celui-ci en profite pour chasser Pietro Rossi et le parti guelfe ce qui réactive la guerre, 300 hommes sont massacrés,. Ottobon rassemble 2 500 fantassins dans le château de Montechiarugolo et accompagné de Guido, il s'attaque à Reggio d'Émilie qu'il occupe. Il est ainsi seigneur de Parme, Plaisance et Reggio. En janvier 1405, aux côtés des troupes viscontiennes et vénitiennes, il participe avec François Ier de Mantoue au siège de Vérone alors aux mains de Jacopo de Carrara. Guido est alors fait prisonnier puis rapidement libéré après la rébellion de la population contre son seigneur,. En mars 1405, Guido prend possession du château de Porporano avec des bombardes, 300 cavaliers et 700 fantassins. Avec 4 000 hommes, il attaque Mamiano et conquiert les bastions de Lesignano où l'église est détruite, San Michele di Tiorre et Castrignano. Seule la neige met fin aux opérations.
Guido reçoit d'Ottobon des maisons et des propriétés à Parme provenant des Rossi puis, le 3 octobre 1406, sur recommandation d'Ottobon, Jean Marie Visconti le récompense par l'investiture des fiefs de Montechiarugolo et de Guastalla. Il reçoit Monticelli, Montorano, Marano, Tortiano, Basilicagoiano, Pegorale et Lesignano de' Bagni. Les privilèges qu'il obtient lui permettent d'administrer la justice, de choisir les officiers : podestat, châtelain, procurateur, etc. sous réserve qu'ils ne disconviennent pas à Milan. Il peut aussi percevoir l'impôt, la gabelle et n'est pas contraint de se soumettre à la justice citadine. Ces pouvoirs ne lui sont délivrés qu'à titre provisoire et il doit en référer directement à Milan. Il épouse Orsina Visconti, une cousine de Jean Marie Visconti.

### Soumission à Nicolas III d'Este
En 1407, Guido est nommé gouverneur de Reggio. Il combat les troupes de Nicolas III d'Este et dévaste le territoire de Scandiano et la campagne de Sesso. Ottobon se montre de plus en plus sanguinaire, il exécute 65 habitants de Parme qu'il soupçonne de trahison et fait piller la ville de Plaisance par ses troupes, alors qu'il en est encore le seigneur, avant l'arrivée des troupes milanaises venues libérer la ville de sa tyrannie. Au cours d'une négociation de paix, le 27 mai 1409 à Rubiera, Ottobon, désormais haï de tous, est assassiné par Giacomo Attendolo, fondateur de la dynastie des Sforza. Guido, quant à lui, est brièvement emprisonné à Modène,. En échange de sa libération, son père Marsilio, son épouse Orsina et son fils Cristoforo, deviennent les otages de Nicolas III et sont conduits à Mantoue tandis que Guido doit collaborer avec Este. Il reçoit la mission de conquérir le château de Pariano, défendu par 100 cavaliers pour empêcher que la forteresse continue à faire parvenir des secours aux défenseurs de San Polo d'Enza. Le château de Montechiarugolo passe alors aux mains de Nicolas III que Guido doit défendre de la tentative de conquête des fils d'Ottobon. Parme fait aussi allégeance à Nicolas III qui est soutenu par les Scotti et Pallavinci, jusqu'en 1420. Guido à la demande de Nicolas III conquiert Forli qu'il restitue aux Ordelaffi à la demande du pape
La région connait une relative quiétude et Guido met à profit cette période pour renforcer le château de Montechiarugolo, attitude que les chroniqueurs de l'époque jugent mégalomane. Pour son descendant Pomponio, il s'est comporté en « prince et non en condottiere ». Il organise ses possessions territoriales, acquiert des terres dans la région de Mantoue, élargit le fief de Montechiarugolo et règle la succession avec ses frères. En 1416, Guido perd son fils préféré Pietro lors du siège de Carpi

### Rapprochement avec les Visconti

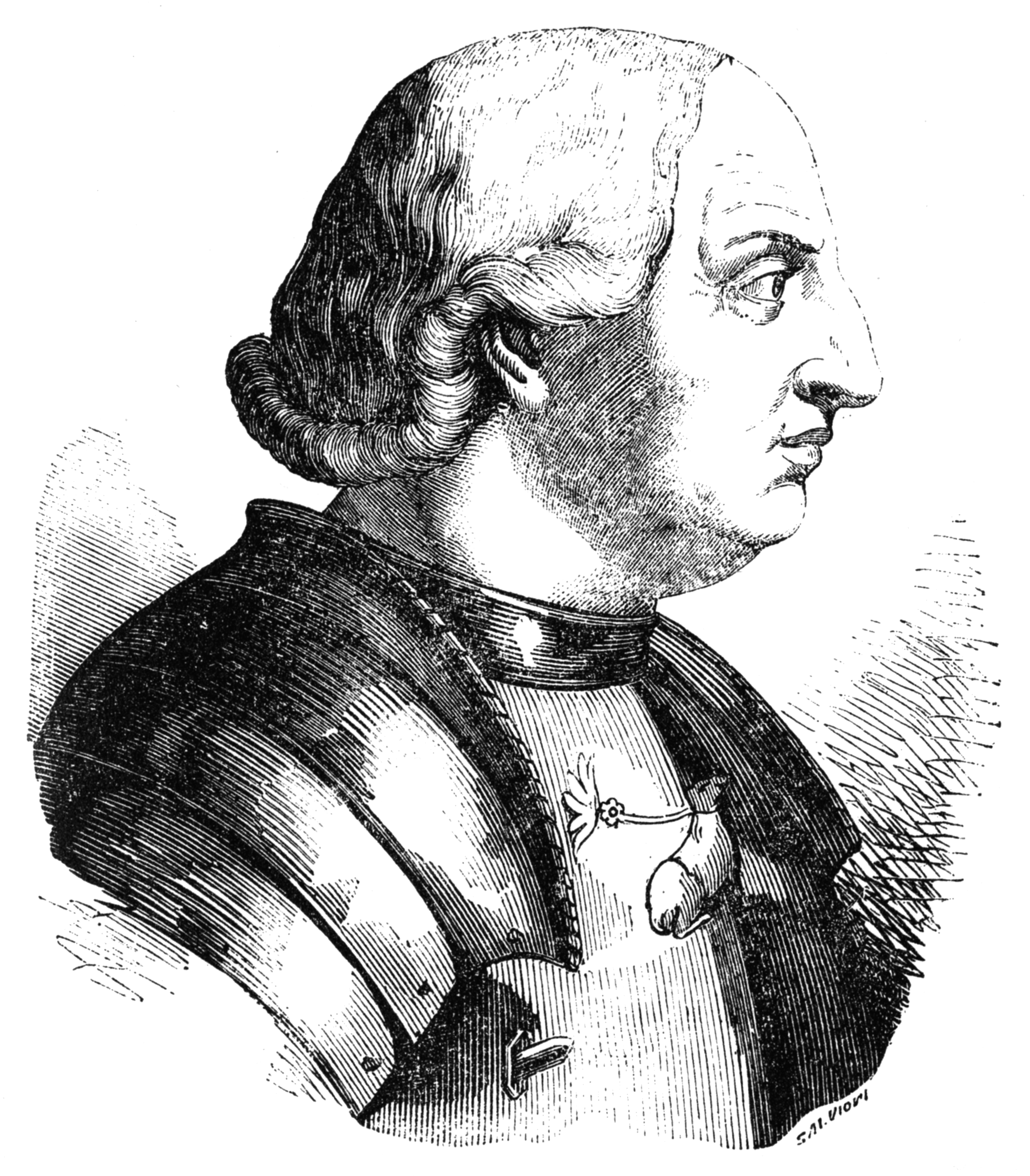
François Sforza.

Au cours de ces années, des négociations ont lieu entre les Visconti et les Este pour la possession de Parme. Guido choisit de soutenir le concurrent le plus puissant et en 1417, le rapprochement est scellé par une rétribution perpétuelle accordée par Philippe Marie Visconti. Il est nommé ambassadeur auprès de Florence. En 1420, il se rebelle ouvertement contre les Este et les combat avec Orlando Pallavicino. Au cours de cette période, une vingtaine d'hommes du lieu tente de prendre le château de Marano que Guido détient depuis 1406 et sont repoussés par le podestat local Guglielmo Appiano. Les conséquences de cette rébellion restent, à ce jour, inconnues.
Le 8 octobre 1420, il participe à la bataille de Montichiari sous les ordres de Francesco Bussone da Carmagnola qui permet aux Visconti de reprendre Brescia. En 1422, il gouverne Gênes avec trois conseillers ducaux après la conquête de la ville puis il est remplacé par Carmagnola. Au cours de cette période, la question de la succession de la reine Jeanne II de Naples occasionne une guerre où s'oppose Louis II d'Anjou nommé héritier par le pape Martin V, et Alphonse d'Aragon que Jeanne adopte avant d'inverser complètement l'alliance. Ainsi en décembre 1423, Guido est nommé amiral et s'embarque pour prendre part à la libération de Naples occupée par les Aragonais avec douze vaisseaux et vingt-cinq galères. Carmagnola, qui se voit privé du poste, interdit à ses hommes de s'embarquer avec Guido. Celui-ci conquiert Gaeta et Naples est libérée le 12 avril 1424. Jeanne II, en cette occasion, lui remet le lion rampant azur symbole de courage figurant sur le blason des Torelli et que l'on retrouve sur le fronton du château de Montechiarugolo,. Philippe Marie le nomme Préfet général de la classe maritime. Au cours de cette campagne, il fait la connaissance de François Sforza, fils de Giacomo Attendolo et futur duc de Milan, dont il apprécie la sagacité militaire. Les deux hommes vont rapidement se retrouver à Milan, Sforza passant au service des Visconti. S'ensuit une période de calme que Guido met à profit pour renforcer le système défensif de Guastalla avant que Philippe Marie ne l'envoie combattre à Crémone en qualité de commandant des forces viscontiennes. Le 9 octobre 1425, il défait l'ennemi à Anghiari puis à Faggiuola.
En 1426, alors que la guerre se poursuit, les Vénitiens ligués avec les Florentins, les Este et les Monferrat envahissent le comté de Guastalla contraignant son épouse Orsina Visconti à défendre la région. En 1427, les Milanais sont défaits par Francesco Bussone lors de la bataille de Maclodio qui s'accompagne de la paix de Ferrare. Au cours de cette période, Guido combat dans la région de Brescia assisté de son fils Cristoforo à peine âgé de dix-huit ans.

### Reconnaissance des Visconti

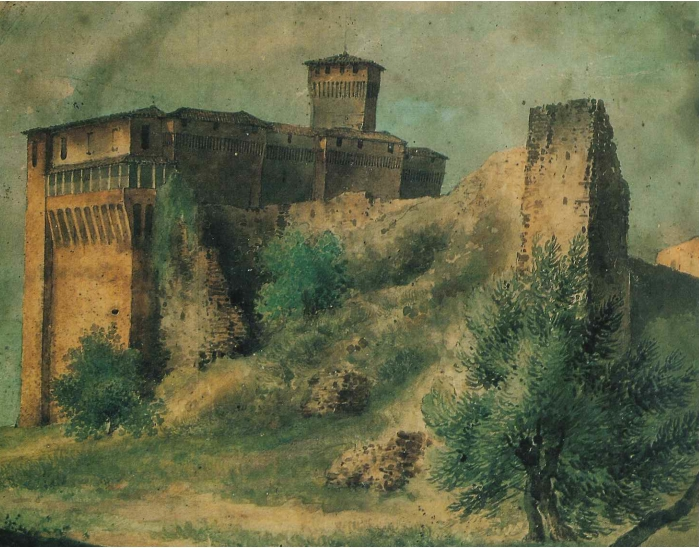
Château de Montechiarugolo dans une aquarelle de 1848.

Le 6 juillet 1428, Philippe Marie Visconti récompense de nouveau Guido Torelli, élevant définitivement les deux fiefs au rang de comté : Montechiarugolo est détachée de Parme tandis que Guastalla l'est de Crémone. La cérémonie se déroule dans le palais ducal des Visconti de la porta Giovia. Par acte du secrétaire ducal Gianfranco Gallina confirmé par lettre ducale du 26 janvier 1432, il bénéficie d'amples privilèges et est exempté de droits et de la gabelle. Ces avantages lui confèrent presque une souveraineté mais il jure de ne jamais se soustraire à l’obéissance et au service du duc de Milan. Il est autorisé à placer sur le fronton du château de Montechiarugolo l’emblème des Visconti, la couleuvre rampante, et il demande et obtient une clause qui lui permet de ne pas combattre les Gonzague en raison de l'attachement séculaire de la famille.
L’objectif d'une telle reconnaissance par les Visconti est de maintenir un équilibre entre la noblesse de ville et celle des campagnes afin de s'assurer la maîtrise de l'ensemble tandis que les seigneurs sont soumis à l’autorisation de leur duc pour toutes constructions. Le désaccord entre les deux catégories reste vivace et par le décret De maiori Magistratu du 7 novembre 1441, Philippe Marie diminue le pouvoir des seigneurs ruraux en leur interdisant d'exiger le serment de fidélité de leurs gens et qu'en cas de controverse, le jugement serait donné par le magistrat majeur. La même année, ses enfants Cristoforo et Antonia se marient, Cristoforo avec Taddea Pio des seigneurs de Carpi et Antonia avec Pier Maria Rossi, famille jusqu'alors ennemie des Torelli.
Après une brève période de paix, la guerre reprend entre Florentins alliés aux Vénitiens et Milanais dont ils sortent vainqueurs. Guido obtient de nouveaux territoires tels que Casei Gerola et Cornale le 19 mai 1431. En 1432, il est nommé lieutenant ducal de la Valteline du Val Camonica afin de s'opposer aux invasions des Suisses,. Il doit aussi défendre Bergame et Brescia des Vénitiens.
En 1441, il reçoit une reconnaissance de grand prestige de Milan, Parme et Pavie, pour lui-même et ses descendants : la citoyenneté honoraire ainsi que des terres qu'il acquiert de Philippe Marie vers Pavie  (Settimo et Villareggio) d'une surface équivalente à celle de Montechiarugolo et Guastalla. Il réside alors en permanence à Milan.

### Comtés

#### Guastalla
Guastalla constitue un emplacement stratégique majeur car la ville est un carrefour de voies de communication par terre et par eau. Elle est située dans la plaine du Pô et se trouve à peu de distance de la rive droite du Pô, à environ 30 km de Reggio d'Émilie, Parme et Mantoue. Elle est fortement convoitée par la république de Venise, les Gonzague de Mantoue, les Este de Ferrare et les Visconti de Milan qui l'administrent de 1346 à 1402.

#### Montechiarugolo
Le comté de Montechiarugolo revêt une importance particulière car la rivière Enza, qui délimite le comté, est la frontière naturelle avec l'État voisin des Este. En raison de l'absence quasi permanente de Guido, les chefs-lieux sont administrés par des podestats, on trouve un certain Leporati en 1438 à Montechiarugolo.
La rivière Enza alimente les canaux, elle permet une pêche abondante et par endroits son lit sert de pâturages pour les ovins et fournit des îlots cultivables. Son bois sert pour le chauffage et les galets constituent les matériaux de base pour la construction des habitations. Frère Flaminio da Parma dans ses Memorie storiche évoque la richesse du lieu avec ses zones de pêches, ses pâturages, ses potagers, ses bois comprenant loups, renards, lièvres, cerfs, chevreuils et sangliers.
L'eau de la rivière et le canal de la Spelta constituent un élément essentiel pour l'irrigation et le fonctionnement des moulins que Guardasone, un château voisin tente de s'approprier. Les désaccords, qui se prolongent de 1420 à 1604, font l'objet de jugements par les magistrats de Parme. Les désaccords concernent aussi le village voisin de Montecchio alors aux mains des Este.

### Dernières années
Avec la mort de Philippe Marie Visconti en 1447 débute une querelle de succession. Parmi les prétendants, il y a Venise, le duc d'Orléans Charles Ier, et François Sforza, époux de l'unique fille naturelle de Philippe Marie, Blanche Marie. La République ambrosienne voit le jour sous l'impulsion de nobles milanais, Giorgio Lampugnani, Antonio Trivulzio, Teodoro Bossi, etc. à laquelle adhèrent presque tous les condottieres y compris Guido Torelli. Dans l'impossibilité de combattre simultanément la République et Venise, Sforza accepte le commandement des troupes milanaises qui combattent les Vénitiens. L'expansionnisme du condottiere inquiète la République au point qu'elle s'allie à Venise. Sforza assiège alors Milan qui capitule, il en devient le seigneur le 27 février 1450.
Guido, désormais âgé, s'est allié à la République ambrosienne à condition que celle-ci protège le château de Montechiarugolo tandis que son fils Cristoforo, allié à son beau-frère Pier Maria Rossi, entre au service de Sforza afin que, quel que soit le vainqueur, le fief de Montechiarugolo soit conservé. Par un privilège daté du 8 mai 1449, Milan concède à Guido l'immunité afin qu'il conserve ses biens. Quelques mois plus tard, le 8 juillet 1449, Guido Torelli meurt, exigeant que ses deux enfants lui succèdent, Cristoforo et Pietro Guido Ier. À sa demande, il est enterré dans l'église de San Francesco à Mantoue.

## Descendance
Orsina Visconti donne à Guido Torelli quatre enfants :
- Pietro, mort à Carpi le 15 avril 1416,
- Cristoforo, mort à Montechiarugolo le 6 mars 1460,
- Pietro Guido Ier, mort le 18 avril 1460 ou 1461[32],
- Antonia Torelli, morte en 1468, mariée à Pier Maria Rossi, 4e comte de San Secondo, comte di Berceto et Corniglio, seigneur de Roccaferrara, Felino, Basilicanova, Pietra Balza, Torrechiara et Roccabianca.

## Blason
Écartelé : aux 1 et 4 : de Visconti ; aux 2 et 3 : d'or, au lion d'azur couronné d'or ; sur le tout d'azur, au taureau furieux d'or.
Nicolas Viton de Saint-Allais évoque en ces termes le blason des Torelli : « les Torelli avaient alors leur écu partie d'or à l'aigle de sable, et du taureau furieux d'or au champ de gueules, ayant pour issant l'aigle impériale, portant sur sa poitrine, suivant quelques auteurs, un petit écu de gueules au même taureau d'or, suivant d'autres, un cheval gai d'argent dans un champ de pourpre. Depuis les donations des armoiries de la reine de Naples et des ducs de Milan, Guido et ses descendants en écartelèrent leurs armes ».
Encore à ce jour, le château de Montechiarugolo présente sur son mur principal, les deux emblèmes du blason :

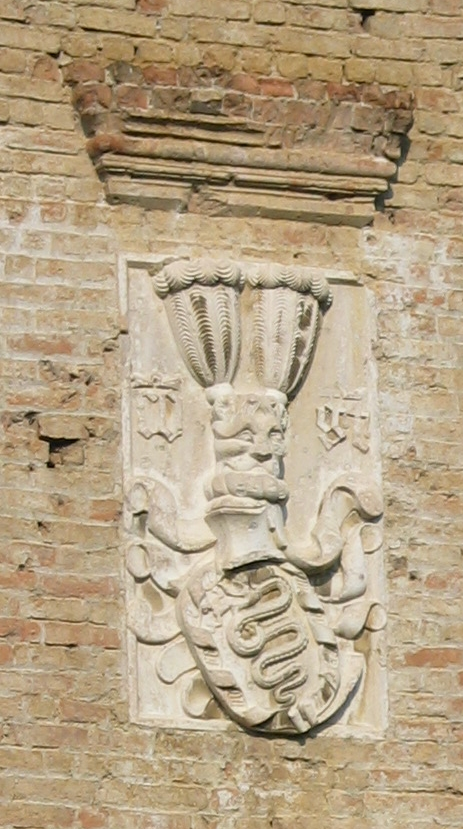
Armes de la famille Visconti.
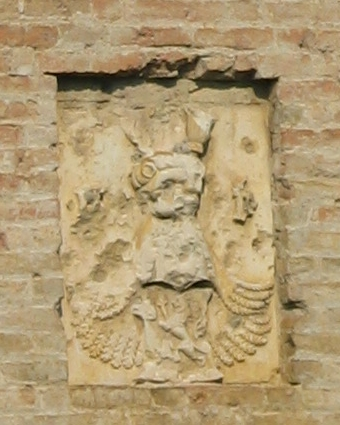
La partie inférieure présente le lion remis par la reine de Naples.